# John Kling
John Ivar "Räven" Kling, född 10 november 1900 i Högbo församling, död 7 november 1950 i Sandviken, var en svensk fotbollsspelare.
Kling representerade Sandvikens IF, och spelade för klubben i Fotbollsallsvenskan 1929/1930–1930/1931. Sammanlagt gjorde han 28 allsvenska matcher (9 mål) för klubben.
Åren 1926–1928 spelade Kling fem A-landskamper (tre mål) för Sverige.